# Tommy DeVito (giocatore di football americano)
Thomas N. DeVito (Livingstone, 7 agosto 1998) è un giocatore di football americano statunitense che milita nel ruolo di quarterback per i New York Giants della National Football League (NFL).

## Carriera

### New York Giants
Al college DeVito giocò a football a Syracuse (2017-2021) e a Illinois (2022). Dopo non essere stato scelto nel Draft NFL 2023 il 29 aprile 2023 firmò come undrafted free agent con i New York Giants un accordo triennale da 2,7 milioni di dollari di cui 20.000 garantiti. Fu svincolato il 29 agosto dopo di che rifirmò con la squadra di allenamento. Debuttò nella NFL il 29 ottobre 2023 contro i New York Jets dopo l'infortunio del quarterback Tyrod Taylor. DeVito completò due passaggi su sette e segnò un touchdown su una corsa da 6 yard, l'unico della partita dei Giants. DeVito firmò con il roster attivo dei Giants il 31 ottobre. La seconda presenza fu contro i Las Vegas Raiders nel nono turno subentrando all'infortunato Daniel Jones, passando 175 yard e il suo primo touchdown ma subendo anche due intercetti. Con Jones fuori per tutto il resto della stagione, l'8 novembre fu nominato titolare per la gara successiva contro i Dallas Cowboys. In quella partita completò 14 passaggi su 27 per 86 yard, 2 touchdown e un intercetto nella netta sconfitta per 49-17.
Nella settimana 11 DeVito disputò la prima gara di alto livello passando 246 yard, 3 touchdown e non subì alcun intercetto nella vittoria per 31-19 sui Washington Commanders, prestazione che gli valse il riconoscimento di rookie della settimana. Nel Monday Night Football del quattordicesimo turno, battendo i Green Bay Packers pareggiò il record di vittorie (tre) per un quarterback rookie non scelto del draft dall'era del draft comune (dal 1967). La sua prestazione gli valse i riconoscimenti di miglior giocatore offensivo della NFC della settimana e quello di rookie della settimana.
Dopo la sconfitta 6-24 nella gara successiva contro i New Orleans Saints, nella partita del sedicesimo turno contro i Philadelphia Eagles DeVito fu sostituito a metà gara da Tyrod Taylor dopo aver completato 9 passaggi dei 16 tentati per 55 yard e con il risultato di 3-20 per gli Eagles. In seguito DeVito fu confermato come riserva di Taylor per le successive due partite restanti. Concluse la sua stagione da rookie con sei presenze da titolare, otto touchdown e tre intercetti lanciati e un passer rating di 89,2.
All'inizio della stagione 2024 DeVito fu indicato come terzo quarterback dietro al rientrante titolare Daniel Jones e al neo arrivato Drew Lock che sarebbe stato la prima riserva. Il 19 novembre 2024, dopo la settimana di pausa prevista dal calendario, con i Giants sul record di due vittorie e otto sconfitte, il capo-allenatore Brian Daboll nominò DeVito quarterback titolare per la gara del dodicesimo turno, con Lock sua riserva. In quella gara completò 21 passaggi su 31 per 189 yard, nella netta sconfitta per 30-7 contro i Tampa Bay Buccaneers. Riportò dall'incontro un indolenzimento al braccio con cui lanciava, problema che gli fece saltare la successiva partita di settimana 13 contro i Dallas Cowboys, giocata a quattro giorni di distanza, in cui fu sostituito come quarterback titolare da Lock. Nella settimana 15 fu costretto ad abbandonare la gara contro i Baltimore Ravens a causa di una commozione cerebrale.

## Palmarès
- Giocatore offensivo della NFC della settimana: 1

14ª del 2023
- Rookie della settimana: 2

11ª e 14ª del 2023

## Statistiche

### Stagione regolare
| 2023   | NYG    | 9  | 6 | 114 | 178 | 64,0 | 1 101 | 6,2 | 41 | 8 | 3 | 89,2 | 36 | 195 | 5,4 | 26 | 1 | 37 | 196 | 2 | 1 | 3-3-0 |
| 2024   | NYG    | 1  | 1 | 21  | 31  | 67,7 | 189   | 6,1 | 23 | 0 | 0 | 83,9 | 7  | 32  | 4,6 | 17 | 0 | 4  | 23  | 0 | 0 | 0-1-0 |
| Totale | Totale | 10 | 7 | 135 | 209 | 64,6 | 1 290 | 6,2 | 41 | 8 | 3 | 88,4 | 43 | 227 | 5,3 | 26 | 1 | 41 | 219 | 2 | 1 | 3-4-0 |

Fonte: Football Database - Statistiche alla settimana 13 della stagione 2024.

## Vita privata
Nella sua stagione da rookie DeVito abitó insieme ai genitori a Cedar Grow, nel New Jersey, vista la vicinanza, solo 9 miglia (14 km), dal centro di allenamento e dallo stadio dei Giants.